# Ruo'ao
Ruo'ao (chinois : 若敖), (??? - 764 av. J.C) est le quinzième  Vicomte de Chu. Il règne entre l'an 790 et l'an 764 av. J.C, une période à cheval entre la fin de la période de la dynastie Zhou de l'Ouest et le début de la période des printemps et automnes  de l'histoire de la Chine.  
Son nom de naissance est Xiong Yi  (chinois traditionnel : 熊儀), Ruo'ao étant son nom posthume. il est le premier dirigeant du Chu a recevoir un tel nom.
Ruo'ao succède à son père Xiong E, qui meurt en l'an 791 av. J.C. Il règne sur le Chu pendant 27 ans et a trois enfants. Lorsqu'il décède en 764  av. J.C., c'est son fils ainé Xiāo’áo qui devient le nouveau vicomte. Ses deux autres enfants fondent les familles Dou et Cheng, qui forment le clan Ruo'ao, en référence au nom posthume de leur père,.   
Presque 150 ans plus tard, pendant le règne du roi Zhuang de Chu, Dou Yuejiao, le chef du clan Ruo'ao, se rebelle et tente de s'emparer du pouvoir. Cette révolte se conclut par un échec, la mort de Yuejiao et la quasi-extermination du clan. 